# 内尔松·阿埃多·巴尔德斯
内尔松·安东尼奥·阿埃多·巴尔德斯（西班牙語：Nelson Antonio Haedo Valdez，1983年11月28日—），巴拉圭足球運動員，司職前鋒，現時由德甲球會法蘭克福足球俱樂部。

## 外部連結
- 官方网站 （西班牙文） （英文） （德文）
- fussballdaten.de：Nelson Haedo Valdez之統計數據 （德文）
- 内尔松·阿埃多·巴尔德斯在National-Football-Teams.com的資料 （英文）